# Fethiye
Fethiye je obec a okres v turecké provincii Muğla. Žije zde přibližně 167 tisíc obyvatel. Je jednou z nejvýznamnějších obcí spadajících do oblasti tzv. Turecké Riviéry. V minulosti byla obec známá pod názvy Makri (do 1424) nebo Meğri (1424 až 1934). Leží na břehu Fethijského zálivu v oblasti, kde se původně nacházelo starověké město Telmessos. V letech 1867 až 1922 byla obec součástí tureckého Aidinského vilájetu a ještě v 19. století v ní žila početná řecká populace. V roce 1934 byla přejmenována na svůj současný název, když byla pojmenována po pilotovi se jménem Fethi Bey. Okres se dělí na celkem 41 obcí. Panuje zde středomořské podnebí. Do Fethiye je možné přicestovat letadlem přes nedaleké Letiště Dalaman. 